# Onitsha

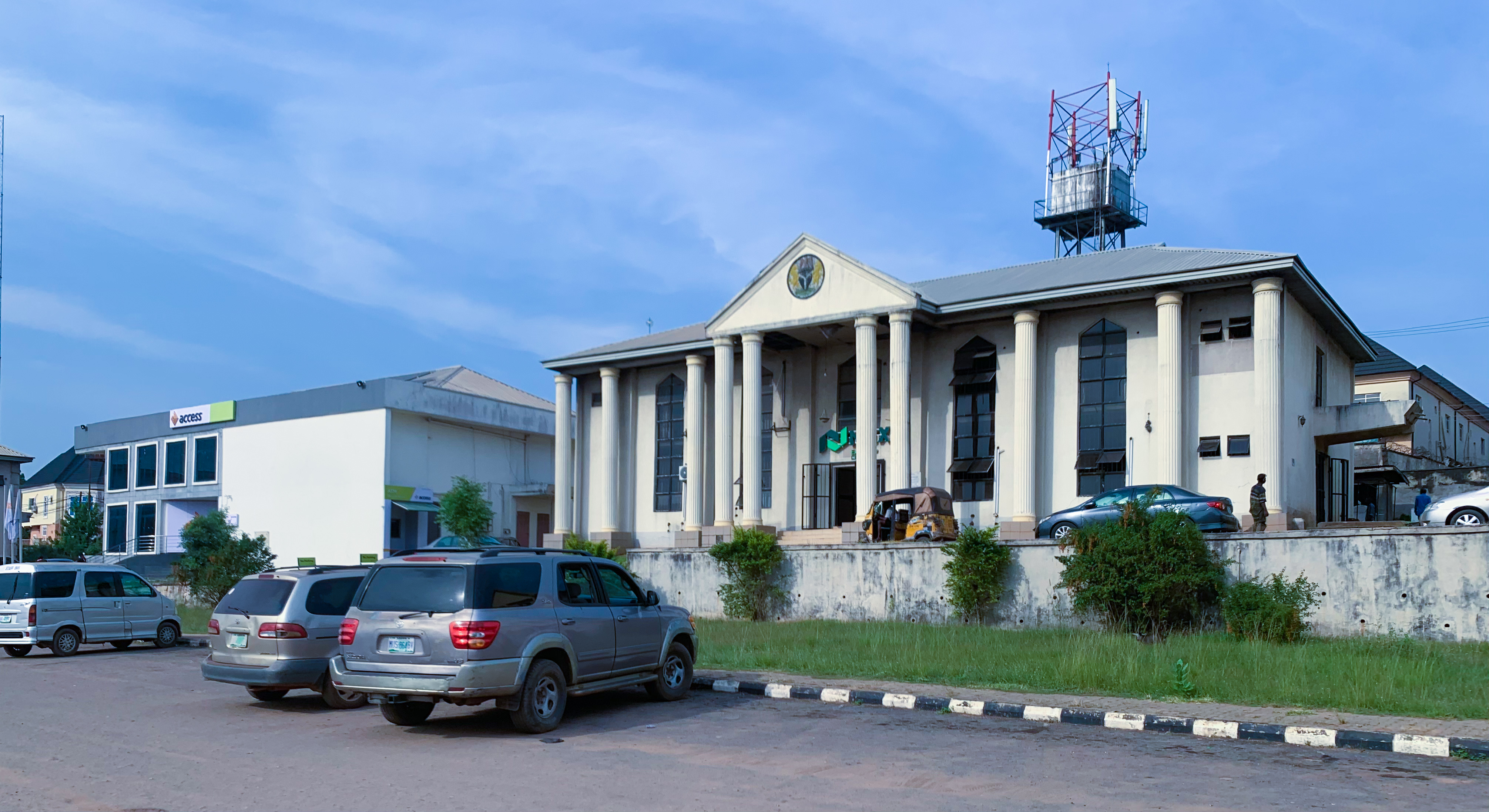
Börsen i Onitsha.

Onitsha är en stad i delstaten Anambra i södra Nigeria. Den är delstatens största stad med cirka 1 080 000 invånare (2016). Onitsha ligger på Nigerflodens östra bank, strax söder om Nigers sammanflöde med floden Anambra.
Onitsha grundades av upptäcktsresande från kungariket Benin under det tidiga 1600-talet. Den blev senare huvudstad i kungariket Onitsha, med säte för igbofolkets obi ("kung"). Affärsmannen William Balfour Baikie etablerade ett handelskontor å britternas vägnar på platsen 1857. 1884 kom Onitsha under brittiskt kolonialstyre. Staden är alltjämt säte för obin av Onitsha, igbofolkets ledare.
Onitsha är en betydande hamnstad och ett viktigt industriellt och kommersiellt centrum i regionen. Vid staden möts vägar från Enugu och Owerri. Genom färdigställandet av en bro över Nigerfloden 1965, har staden även direkt vägförbindelse med Lagos och Benin City. Floden förbinder staden med Port Harcourt, Bururu och Warri. Bland näringar märks handel med jams, kassava, palmprodukter, majs, citrusfrukter, ris, fisk och nötkött. Stadens industrier omfattar sågverk, tryckerier samt framställning av regummerade bildäck och textilier.